# Lago Aver
El lago Aver (en alemán: Aversee) es un lago situado en el distrito de Llanura Lacustre Mecklemburguesa, en el estado de Mecklemburgo-Pomerania Occidental (Alemania), a una altitud de 47.8 metros; tiene un área de 6 hectáreas.